# Spallanzania hesperidarum
Spallanzania hesperidarum là một loài ruồi trong họ Tachinidae.